# The Decline (гурт)
«The Decline» (укр. Занепад)  — австралійський скейт-панк гурт з міста Перт, Західна Австралія, сформований у 2009. Гурт брав участь у багатьох турне по Австралії та на міжнародному рівні, отримав номінації від WAMi «Punk Act of the Year» та «Punk Song of The Year». Гурт часто виступав на одній сцені з свойми кумирами, включаючи такі гурти як Descendents, Unwritten Law, Frenzal Rhomb, Propagandhi, Bodyjar, Bouncing Souls, Anti-Flag, Lagwagon, No Use For A Name, No Fun At All, Guttermouth, Strike Anywhere, Smoke or Fire, Pour Habit, The Flatliners, та Ніколом Шарчевичем (Millencolin), Less than Jake, Useless ID та інші.

## Історія
Гурт записував свій дебютний альбом, «I'm Not Gonna Lie To You», у місті Колорадо в 2009 на студії The Blasting Room разом з Біллом Стівенсоном (Descendents/Black Flag/ ALL) та Джейсоном Лівермором. Альбом було видано 19 березня 2010 року.
Наступним вийшов альбом, «Are You Gonna Eat That?», 23 вересня 2011 року на лейблі Pee Records.
12 червня 2015 року гурт видав третій студійний альбом «Resister» через лейбл Pee Records, та згодом виданий на Bird Attack Records (США), Finetunes (Європа) та Bells On Records (Японія). В підтримку альбому гурт вирушив у всесвітнє турне, зокрема по США, Мексиці, Японії, Європі та Австралії.
У березні 2016, Pat Decline грав на бас-гітарі у гурті PEARS протягом їх турне по Австралії разом з Strung Out.
У липні 2019, The Decline гастролювали по Австралії з їх новим синглом «Verge Collection» та анонсували четвертий студійний альбом, «Flash Gordon Ramsay Street», який було видано 30 серпня 2019.

## Склад гурту
Поточні учасники
- Pat Decline — гітара, вокал (2005–дотепер)
- Harry — ударні (2010–дотепер)
- Ben Elliott — гітара, вокал (2015–дотепер)
- Ray Ray — бас-гітара, бек-вокал (2015–дотепер)[1]

Колишні учасники
- Dan Cribb[9] — вокал, бас-гітара (2009—2015)
- Nathan Cooper — гітара (2009—2015)
- James «Doody» Davies — ударні (2009—2010)

Сесійні музиканти
- Josh Barker — ударні (турне) (2019)
- Jared Stinson — бас-гітара (турне) (2017)

Схема

## Вплив
Учасники гурту вважають, що на них вплинули такі гурти, як Propagandhi, Frenzal Rhomb, Strung Out, NOFX, Lagwagon, Descendents, Bad Religion, Pour Habit, Goldfinger, Less Than Jake.

## Дискографія

### Студійні альбоми
- «I'm Not Gonna Lie To You» (2010)
- «Are You Gonna Eat That?» (2011)
- «Resister» (2015)
- «Flash Gordon Ramsay Street» (2019)

### Міні-альбоми
- «The Same Kind» (2008)
- «We Lied» (2011)
- «Can I Borrow A Feeling?» (2014)

### Спільні альбоми
- «4 Way WA Punk Split 7"» (2013, разом з Scalphunter, The Bob Gordons & Silver Lizard)
- «Great Thieves Escape 3»[10] (2016, разом з Bad Cop Bad Cop, Success & The Bob Ross Effect)
- «Local Resident Failure Vs The Decline»[11] (2017, разом з Local Resident Failure)

### Сингли
- «Can't Have Both» (2016) тільки цифрова дистрибуція
- «Verge Collection» (2019)
- «The More You Know» (2019) тільки цифрова дистрибуція
- «Brovine» (2019) тільки цифрова дистрибуція
- «It Was Always You» (2019) тільки цифрова дистрибуція

## Музичні відео
- «Pope'd In The Eye» (2010)
- «Shit Yeah» (2012)
- «Excuse Me» (2012)
- «Showertime In The Slammer» (2013)
- «66B» (2014)
- «Almost Never Met You» (2015)
- «I Don't Believe»[12] (2016)
- «Verge Collection» (2019)
- «The More You Know» (2019)
- «Brovine» (2019)
- «It Was Always You» (2019)

## Цікаві факти
- Їх пісня «Shit Yeah» містить два уривки, промовлені коміком і актором Віллом Форте у шоу Tim and Eric Awesome Show, Great Job!.
- The Decline використав уривки з фільмів Клерки, Догма та У гонитві за Емі режисера Кевіна Сміта у своїх піснях «I'm Not Alright», «Yahweh Or The Highway» та «I Don't Believe»